# Wiermaaiers
Wiermaaiers is een hoorspel van Gerrit Pleiter. De NCRV zond het uit op vrijdag 8 december 1967. De regisseur was Ab van Eyk. De uitzending duurde 60 minuten.

## Rolbezetting
- Wam Heskes (Stroe, een oude wiermaaier)
- Han König (Geel, z’n broer)
- Hetty Berger (Baaf, de dochter van Geel)
- Rolien Numan (Iebel, de vrouw van Geel)
- Hans Veerman (Meie, de zoon van Stroe)
- Jan Borkus (Jimmy, een vreemdeling)

## Inhoud
Dit hoorspel speelt zich af op een waddeneiland en heeft een eenvoudige intrige. Twee oude wiermaaiers wonen in een kleine hoeve ergens op een uithoek vlak bij de zee. Met hebzuchtige ogen kijken ze naar de oliewinning elders op het eiland. Ze willen daarvan ook wel profijt hebben en zijn bereid daarvoor de dochter van een van hen als lokaas te gebruiken. Het meisje, wier gevoelsleven wordt beheerst door de herinnering aan een op zee omgekomen broer, brengt een van de oliewinners mee naar huis. Ze wordt ook begeerd door de kinds gebleven, onnozele zoon van haar oom. De hebzucht van de ouderen, die tot een merkwaardig droomleven leidt, de losse liefde van de oliewinner en het kinderlijke gehunker van de boerenjongen worden in de slotscène verbonden met het motief van de verdronken zoon.
Toch is het spel allerminst een dorpsverhaaltje. De hoofdfiguren zijn bizarre typen. Hun gesprekken krijgen telkens een absurde allure. Vooral de slotscène geeft aan het stuk een raadselachtige betekenis.